# アビアテカ901便墜落事故
アビアテカ901便墜落事故（アビアテカ901びんついらくじこ）は、1995年8月9日に発生した航空事故である。ラ・アウロラ国際空港からエルサルバドル国際空港へ向かっていたアビアテカ901便（ボーイング737-2H6）がエルサルバドルのサン・ビセンテ火山に墜落し、乗員乗客65人全員が死亡した。

## 飛行の詳細

### 事故機
事故機のボーイング737-2H6（N125GU）は製造番号23849として1987年に製造され、同年9月26日に初飛行し、10月8日にマレーシア航空に機体記号9M-MBMとして納入された。1993年12月11日にTACA航空にリースされ、機体記号がN125GUに変更された。その後、1994年1月1日にアビアテカにリースされた。エンジンはプラット・アンド・ホイットニー JT8D-15Aを搭載しており、離着陸回数は20,323回、総飛行時間は16,645時間であった。

### 運航乗務員
機長は39歳の男性で、1986年にアビアテカに入社した。経験豊富なパイロットで、1990年1月9日からボーイング737には機長として乗務しており、総飛行時間は9,828時間であった。
副操縦士は36歳の男性で、1992年にアビアテカに入社した。経験豊富なパイロットで、1992年5月22日からボーイング737には副操縦士として乗務しており、総飛行時間は4,696時間であった。

## 事故の経緯
901便はマイアミ国際空港を出発し、ラ・アウロラ国際空港、エルサルバドル国際空港、マナグア国際空港を経由してフアン・サンタマリーア国際空港と向かう予定であった。

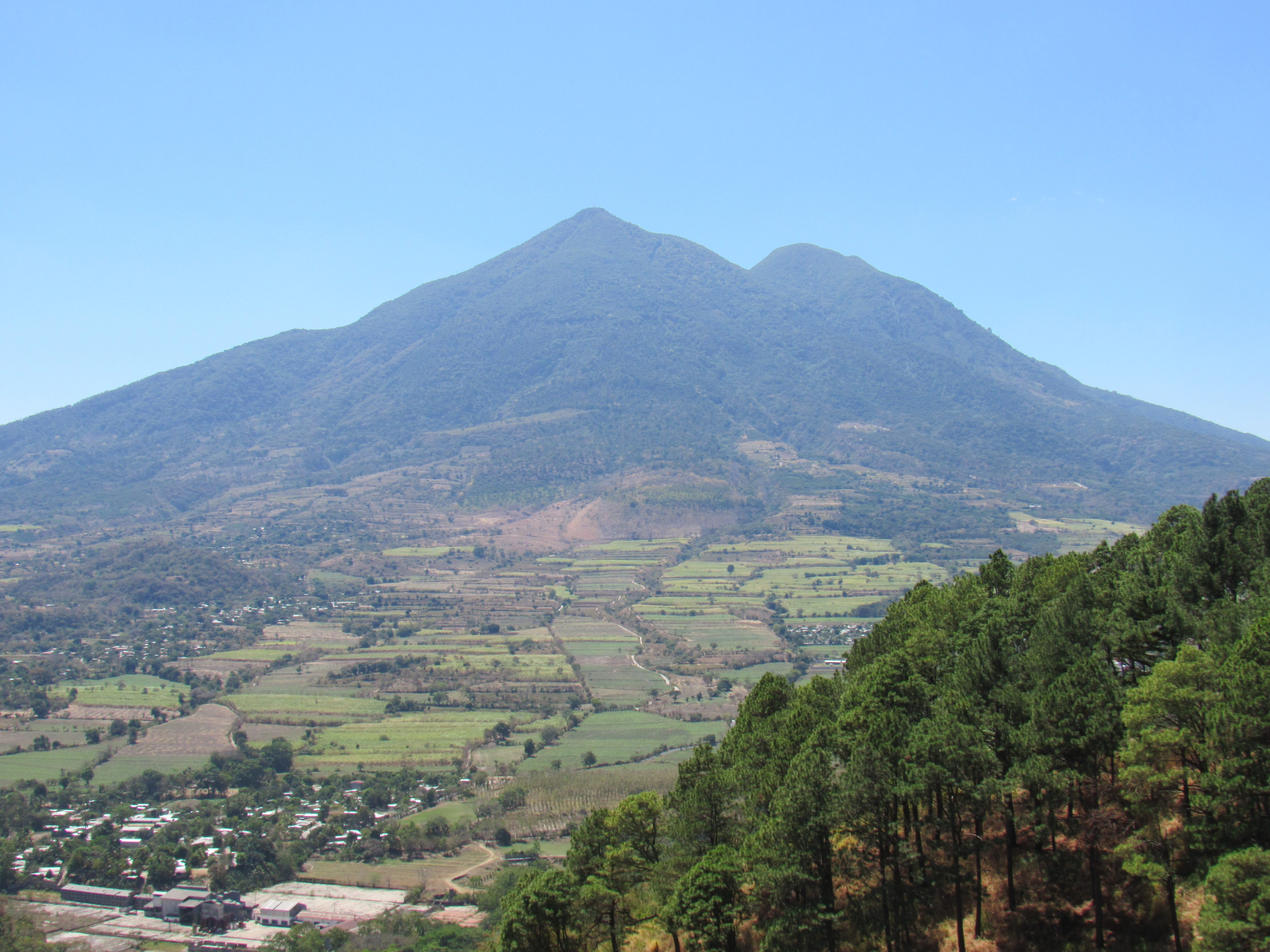
901便の墜落現場

ラ・アウロラ空港を離陸してから20分後、901便は目的地のエルサルバドル国際空港の管制と交信した。管制官はエルサルバドル国際空港の上空で雷雨が発生していることを伝え、901便に嵐の上を飛行して風下の滑走路07に着陸するよう指示した。しかし、パイロットと管制官はアプローチを開始した機体の位置を把握しておらず、901便は悪天候の空域の中に突入してしまった。901便が高度5,000フィート（1,524m）に達した時に対地接近警報装置が作動し、エンジンの推力が上げられたがもう遅く、現地時間20時14分にサン・ビアンテ火山の山腹に墜落、炎上した。この事故で乗員乗客65人全員が犠牲になった。

## 事故原因
航空輸送総局は、高度7,159フィートの地点にあった障害物に対するパイロットの状況認識の不足、パイロットが公表されたトランジションまたはアプローチから逸脱してMSAより下に下降することを決定したこと、またパイロットと管制官の間で機体の位置が曖昧になったことで結果として管制官が901便に誤った高度を飛行するよう指示したことなどが事故原因であると推定した。また、副操縦士が指示された高度に対して疑問を抱いていたがそれを積極的に機長に伝えなかったことや、管制官が901便から報告された障害物に対する同機の位置を誤認して適切な指示や警告を901便に与えることができなかったこと、アビアテカによるパイロットのCRM訓練が効果的でなかったことも事故の一因であるとされた。